# Agnieszka Sylwanowicz
Agnieszka Sylwanowicz, pseud. Evermind (ur. 1960) – polska tłumaczka i teoretyk literatury.

## Życiorys
Ukończyła anglistykę na Uniwersytecie Warszawskim (1984).
Jest znawczynią twórczości J.R.R. Tolkiena i prac Christophera Tolkiena, autorką i tłumaczką wielu prac teoretycznych z tego zakresu. Przełożyła Niedokończone opowieści Śródziemia i Númenoru oraz Dzieci Húrina (2007) – książkę, która została zredagowana z zapisków Tolkiena przez jego potomków: Christophera i Adama.
Przetłumaczyła także inne utwory fantastyczne, m.in. powieści Guya Gavriela Kaya, Robin Hobb i C.J. Cherryh oraz opowiadania Ursuli Le Guin i Teda Chianga.
Jest członkinią Światowego Kongresu Fantastyki i współredaktorką Almanachu Tolkienowskiego „Aiglos”. Aktywnie uczestniczy w ruchu miłośników fantastyki, była współorganizatorką wielu zjazdów i konwentów oraz współredaktorką fanzinów.